# Forcipomyia calamistrata
Forcipomyia calamistrata är en tvåvingeart som beskrevs av Debenham och Wirth 1984. Forcipomyia calamistrata ingår i släktet Forcipomyia och familjen svidknott. Inga underarter finns listade i Catalogue of Life.